# Nossa Senhora de Laus
Nossa Senhora de Laus (em francês:  Notre-Dame du Laus) ou Refúgio dos Pecadores denota aparições marianas ocorridas entre 1664 e 1718 em Saint-Étienne-le-Laus, França, a Benoite Rencurel, uma jovem pastora. Foram aprovadas pela Santa Sé em 5 de maio de 2008.

## Pano de fundo
Situado em Dauphiné, no sul da França, no sopé dos Alpes, a sudeste de Gap, fica o vale de Laus. Seu nome significa "lago" no dialeto local, já que antes havia um no fundo da bacia. Em 1666, a aldeia tinha vinte famílias espalhadas em pequenas cabanas. Os habitantes construíram uma capela dedicada à Anunciação, Notre-Dame de Bon Rencontre (Nossa Senhora do Bom Encontro, ou seja, a Anunciação).

## Aparições
Benoite nasceu em 16 de setembro de 1647, na extrema pobreza na aldeia de St Etienne d'Avancon. Seu pai morreu quando ela tinha apenas sete anos. Quando Benoite tinha doze anos, ela começou a trabalhar como pastor de ovelhas.
Em maio de 1664, Benoite, de dezessete anos, viu uma aparição de São Maurício, um mártir do século III que foi muito homenageado em Laus. Era perto de uma capela próxima, então em ruínas, dedicada a São Maurício. Ele a avisou que se ela permanecesse naquela área, os guardas locais iriam levar seu rebanho se o encontrassem lá. São Maurício disse à pastorinha para ir ao Vale dos Fornos, acima de Saint-Étienne, onde ela iria ver a Mãe de Deus.
Em 16 de maio, Benoite levou suas ovelhas para o Vale dos Fornos. Ela chegou a uma gruta, quando Maria, segurando o menino Jesus em seus braços, apareceu a ela. Sua oferta de compartilhar o pão duro que carregava fez a bela senhora sorrir, mas ela saiu sem dizer uma palavra. Por um período de cerca de quatro meses, a Senhora voltou todos os dias e Benoite a ouviu falar. Outros não conseguiram ouvir o que Maria disse. Em 29 de agosto, a Senhora disse a Benoite que seu nome era Maria.
A Senhora instruiu Benoite a ir para Laus de sua própria aldeia próxima e procurá-la lá, "onde você sentirá um perfume muito bom". Benoite foi até Laus e encontrou uma velha capela dedicada a Notre Dame de Bonne Rencontre e, enquanto o cheiro do lindo perfume estava lá, a capela estava em mau estado. “É meu desejo que uma nova capela seja construída aqui em homenagem ao meu filho amado. Será um lugar de conversão para numerosos pecadores e irei aparecer aqui muitas vezes ", disse a bela senhora.
Ela disse a Benoite que o óleo da lâmpada do santuário faria milagres com os enfermos se eles recebessem a unção com fé em sua intercessão.

## Mensagem
Nossa Senhora de Laus pediu aos pecadores que fizessem penitência, uma capela de adoração eucarística a ser construída para que Jesus pudesse converter os pecadores, e uma casa para os padres ser construída para que os padres pudessem administrar os sacramentos aos pecadores.
No centro da mensagem dada a Benoite está uma conversão de almas que visa trazer a plena reconciliação consigo mesmo, com os outros e com Deus.

## Veneração
Alguns dos santos que tiveram uma devoção particular a Nossa Senhora de Laus incluem Santo Eugênio de Mazenod (1782-1861), fundador dos Oblatos de Maria Imaculada; e São Pedro Juliano Eymard (1811–1868), fundador dos Padres e Servos do Santíssimo Sacramento. Quando São Pedro Juliano tinha onze anos, fez uma peregrinação de sessenta quilômetros a pé para rezar durante nove dias no santuário enquanto se preparava para a primeira comunhão. Mais tarde, ele escreveu: "Foi lá que conheci e amei Maria pela primeira vez".

Em 5 de maio de 2008, o Bispo Jean-Michel de Falco Leandri, Bispo de Gap, anunciou o reconhecimento das aparições pela Santa Sé como Nossa Senhora de Laus, Refúgio dos Pecadores.